# Lilla Melodifestivalen 2004
Lilla Melodifestivalen 2004 avgjordes i Stockholm den 9 oktober 2004. Magnus Carlsson och Mela Tesfazion var programledare.

## Resultat
1. Limelights - Varför jag?
2. Erik Nielsen - Oh la la
3. Ville Blomgren - Min gröna ö
4. Reggae Boyz - Shabalabala polarn
5. ReLi - När jag åker moped
6. Yazmina - Jag vill veta nu
7. Sisters - Sjörövarvisa
8. Girlzz - Förstå
9. Jessica & Karin - Att ha en vän
10. JaP - Min vän

### Poängdelning
| Artist          | Juryn | Folket | Totalt |
| --------------- | ----- | ------ | ------ |
| Limelights      | 22    | 60     | 82     |
| Erik            | 22    | 50     | 72     |
| Ville           | 34    | 30     | 64     |
| Reggae Boyz     | 22    | 40     | 62     |
| ReLi            | 40    | 20     | 60     |
| Yazmina         | 34    | 10     | 44     |
| Sisters         | 32    | 10     | 42     |
| Girlzz          | 18    | 10     | 28     |
| Jessica & Karin | 16    | 10     | 26     |
| JaP             | 10    | 10     | 20     |